# 周湛樵
周湛樵，BBS，MBE，QPM，CPM（英語：Peter Chau Cham Chiu，1941年1月19日—2023年12月29日），前香港警務人員，1960年代加入皇家香港警察隊，1974年轉任香港輔助警察隊警員，及至1996年至2001年間獲委任為總監。他本身是周永泰家族成員周埈年第3子，亦為商界人士，離開警務崗位之前一共服務警隊39年。

## 生平

### 家族淵源
周湛樵是殖民地時期的香港四大家族之一周永泰家族後人（其餘為李佩材家族、何東家族以及利希慎家族）。曾祖父周永泰為北宋名儒周敦頤後人，祖父周少岐為保險與銀行界殷商，堂叔周錫年爵士是香港富商和首位香港華人耳鼻喉科醫生，父親周埈年則為香港行政局及香港立法局非官守議員。周埈年與周梁彥玲共育有4子1女，其中兒子依次為長子周湛霖，次子、前香港賽馬會副主席、前屋宇地政署署長、前建築拓展署署長、前香港童軍總會總監周湛燊，三子周湛樵以及幼子、鐘錶珠寶業鉅子周湛煌。

### 早年生活
周湛樵生於位於香港島羅便臣道1號的一所西班牙式大屋，幼年已受私塾老師指導習古文。他在1955年畢業於聖保羅書院小學，繼而升讀聖士提反書院，1960年在新法書院完成中五課程。其後他於1962年3月5日加入皇家香港警務處任職督察，至1974年9月為止。1967年六七暴動發生，周任職香港島灣仔區交通部警察，期間曾於一次拆炸彈工作進行過程中被炸傷腳部。他對爆炸品有所認知，曾經被臨時徵召充當拆彈專家。當拆彈專家之前被派往英國漢普郡 Bramley Training Area 接受軍械及彈藥科訓練。

### 事業發展
當周埈年於1971年病逝後，周湛樵的長兄周湛霖接掌家庭事業，而周湛樵當時正任職皇家警務處尖沙咀刑事偵緝處處長。惟周湛霖病歿於1974年，周湛樵的二哥周湛燊無意辭去官職，結果周湛樵在1974年離職，並協助打理家庭生意，漸漸繼承家業出任全安投資有限公司、香港九龍置業按揭有限公司董事長兼總經理。
由於喜歡當警察，周湛樵離開警隊兩個月後，旋即於1974年11月加入輔警行列，由督察做起。往後其警察仕途步步高陞，1975年4月升為總督察，1977年升為輔警警司，1980年再升為高級警司，1980年代初以總警司身份出任輔警新界區副指揮官。直到1987年9月23日陳棣榮接替曹乃麟升任輔警總監，周出任香港輔助警察隊副總監（階級上相當於助理警務處長），至1996年9月19日才履行總監職務，即官方職級上而言為高級助理警務處長。在延續其警務生涯的同時，他於1977年獲委任為港督名譽副官，同年6月獲選為港島地域童軍會地域執行委員會副主席。1985年創立自家經營的聯泰保安顧問有限公司及永年物業管理有限公司。他在總監任期內協助界定香港輔警的角色與職能，也探討提供相關訓練支援。
及後於2000年1月19日，周湛樵退休；其總監一職交由永安百貨郭泉家族後人、建築師郭志舜接任。當年周的同袍以抬轎儀式作為歡送節目，曾引來外界批評帶有封建意識。另一方面不少輔警不滿周在任時期一直未能協助成立輔警協會和輔警工時不斷被削減。而他退休後仍活躍於香港航空發展活動，曾經擔任香港航空青年團主席。2010年獲青年團頒發香港青年團隊獎章。除此之外，他還參與香港童軍總會活動。
2013年，周湛樵因債務問題被鑽龍財務公司入稟追討款項。2016年再陷入官司糾紛，被環亞財務策劃有限公司入稟香港高等法院控告其仍未償還所有經物業抵押獲得的按揭貸款。2023年，周湛樵因病離世，享年82歲。

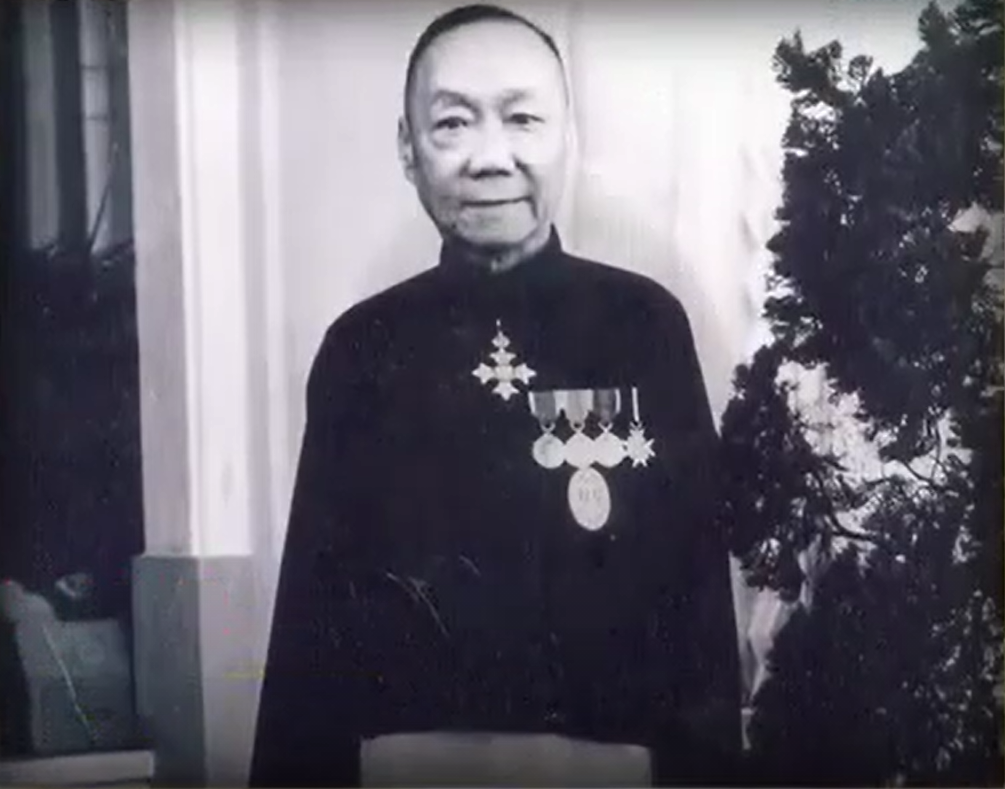
周湛樵的父親周埈年爵士

### 授勳與嘉許
周湛樵在1983年獲頒殖民地警察獎章（CPM），1990年獲頒女皇警察獎章（QPM），1996年獲頒大英帝國勳章員佐勳章，2000年12月獲頒發輔警長期服務獎章加敘第一勳扣。到了2006年香港特別行政區政府向他頒授銅紫荊星章，以表彰他對服務社會與推動香港航空教育方面貢獻良多。

### 其他資料
周湛樵既是香港賽馬會會員，又是香港西區扶輪社前社長。他曾致力推廣兒童教育，認購活動門券捐贈予兒童。1959年曾以香港童軍銀禧區港島第36旅及港島第15旅資深童軍名義參加第10屆世界童軍大露營香港童子軍代表團活動。

## 個人生活
周湛樵生前有一段婚姻，妻子為盧妙賢。周氏婚後育有1子3女，長子周嘉豪（Bernard）曾擔任中國西部研究與發展促進會香港辦主任。周嘉豪於2014年被控5項欺詐罪，緣由起自他涉嫌利用虛假的家族公司董事會會議紀錄及圖章，訛稱獲授權處理家族物業按揭事宜，從而誘使兩間財務公司批出合共1700萬元貸款。